# Lelm
Lelm ist ein Ortsteil der Stadt Königslutter am Elm. Das über tausendjährige Lelm liegt am Rande des Höhenzuges Elm im Landkreis Helmstedt. Lelm liegt an der Bahnstrecke Braunschweig–Magdeburg; der frühere Haltepunkt Lelm (Kr Helmstedt) ist nicht mehr in Betrieb; die Züge fahren ohne Halt durch.

## Geschichte
Die erste urkundliche Erwähnung des Ortes erfolgte 983. Sehenswert ist heute vor allem die tausendjährige, ursprünglich romanische, später mehrfach modernisierte Kirche sowie das Dünnhauptarchiv mit Mementos des frühesten braunschweigischen Archäologen Johann Christian Dünnhaupt (1716–1786). Von 1763 bis 1786 in Lelm als Pfarrer tätig, entdeckte er im Elm das Grabhügelfeld Ole Hai, in dem er Braunschweigs erste Urnenfunde machte und ein Buch darüber veröffentlichte. Auch eine Straße ist nach ihm benannt. Die von ihm ausgegrabenen Urnen befinden sich heute größtenteils  in der Abteilung Ur- und Frühgeschichte des Braunschweigischen Landesmuseums in Wolfenbüttel.
Am 1. März 1974 wurde Lelm in die Stadt Königslutter am Elm eingegliedert.
In Lelm sind mehrere Vereine beheimatet, darunter der TSV Lelm, die Fastnachtsgesellschaft Lelm, der Posaunenchor, sowie die Freiwillige Feuerwehr Lelm.

## Politik
| Ortsrat Lelm 2021–2026Insgesamt 7 Sitze - SPD: 2 - LeWG: 5  |
| Ortsratswahl 2021 %80706050403020100 76,85 %23,15 % LeWGSPD |

## Wappen
Das Wappen von Lelm zeigt einen rot-gold-blauen Regenbogen über einen grünen Dreiberg, der den Elm versinnbildlicht. Der Regenbogen ist ein Zeichen der alten Ritter von Lelm, die im 12. bis 15. Jahrhundert über ansehnlichen Besitz verfügten. Die Ritter benutzten einen schräggestellten Regenbogen als ihr Siegel.
Am 20. Januar 1971 genehmigte der braunschweigische Verwaltungspräsident das vom Gemeinderat beschlossene Wappen.

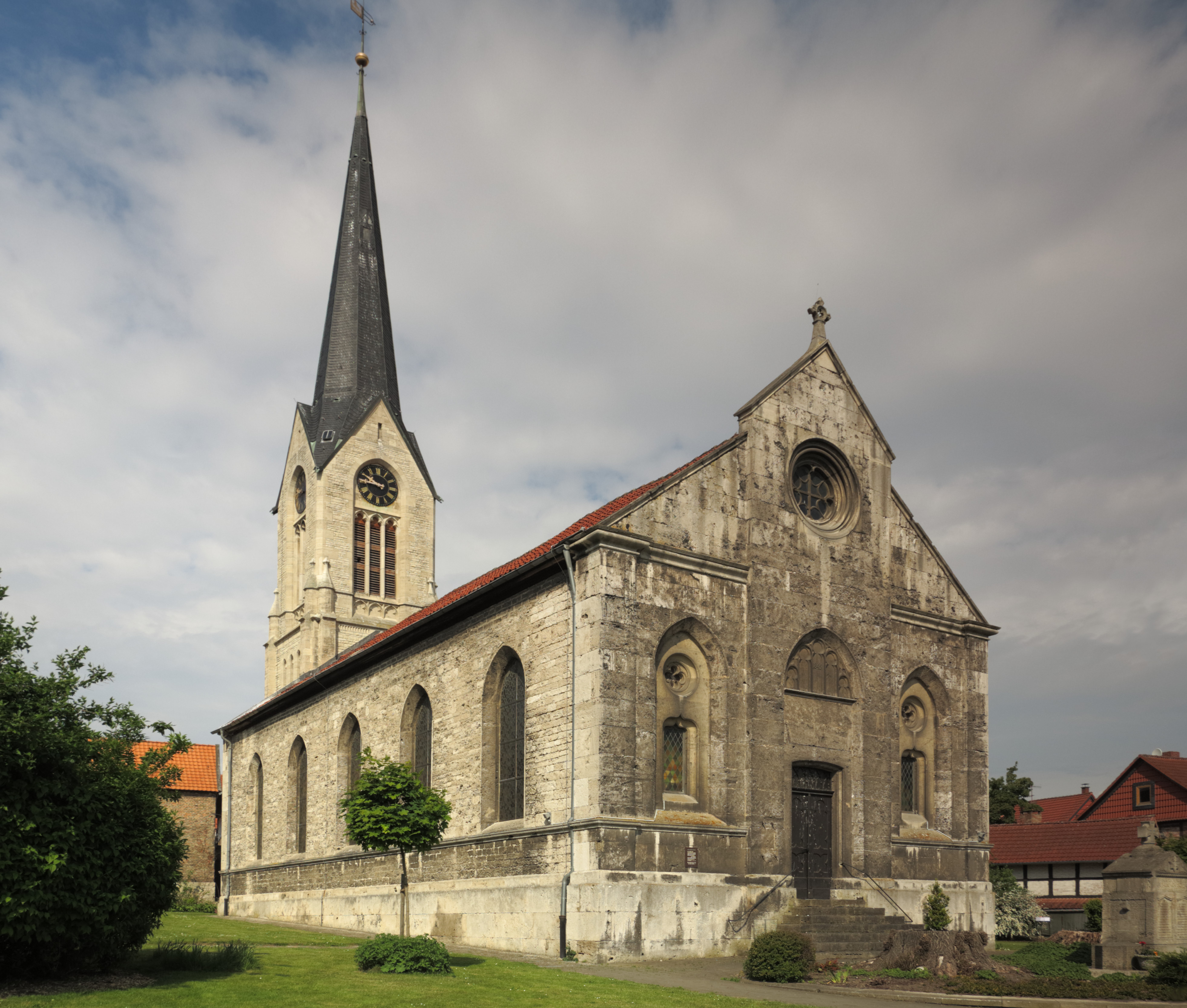
Ev.-luth. St. Maria-Kirche (2015)